# أرفو بارت
أرفو بارت بالاستونية: Arvo Pärt (من مواليد 11 أيلول 1935, هو ملحن استوني كلاسيكي واحد من أشهر ملحني الموسيقى المقدسة أو الدينية منذ أواخر السبعينات الذين ما زالوا على قيد الحياة ، بارت عمل في أسلوب «التقليلية المقدسة» عرف بشكل أساسي بأعمال الجوقات .
ولد بارت في بايد ، دائرة يارفا ،استونيا. قاد نضالا لفترات طويلة مع المسؤولين السوفييت مما دفعه لأن يهاجر مع زوجته وولديه في عام 1980. عاش أولا في فيينا، حيث حصل هناك على الجنسية النمساوية، بعد ذلك سكن في برلين. عاد إلى استونيا مطلع القرن 21، ويعيش الآن بالتناوب في برلين وفي تالين.

## روابط خارجية
- أرفو بارت على موقع IMDb (الإنجليزية)
- أرفو بارت على موقع الموسوعة البريطانية (الإنجليزية)
- أرفو بارت على موقع مونزينجر (الألمانية)
- أرفو بارت على موقع ألو سيني (الفرنسية)
- أرفو بارت على موقع ميوزك برينز (الإنجليزية)
- أرفو بارت على موقع أول موفي (الإنجليزية)
- أرفو بارت على موقع قاعدة بيانات الأفلام السويدية (السويدية)
- أرفو بارت على موقع إن إن دي بي (الإنجليزية)
- أرفو بارت على موقع أول ميوزيك (الإنجليزية)
- أرفو بارت على موقع ديسكوغز (الإنجليزية)

## روابط أخرى
- Arvo Pärt